# 哈立德·沙米姆·韦恩
哈立德·沙米姆·韦恩 （1953年8月28日—2017年12月30日）上將，是一名巴基斯坦陸軍的高級軍官。曾任巴基斯坦軍隊第14任參謀長聯席會議主席。